# VL62型电力机车
VL62型电力机车（俄语：ВЛ62）是苏联铁路的干线电力机车车型之一，适用于25千伏工频单相交流制的电气化铁路，由诺沃切尔卡斯克电力机车厂于1960年代初设计制造。该型机车是在VL60型电力机车基础上开发研制的实验性车型，试验采用高压侧调压开关，仅试制二台并未投入批量生产。
1950年代末，苏联的交流电气化铁路已经开始广泛使用VL60型交—直流电传动干线电力机车，VL60型机车采用引燃管整流和低压侧调压开关。1959年，苏联铁道部指示电力机车研究与设计院开发一种采用硅整流器的新型电力机车。1962年至1963年间，诺沃切尔卡斯克电力机车厂先后试制了二台VL62型电力机车。VL62型电力机车沿用了与VL60型电力机车相同的车体、牵引电动机、辅助机械等部件，机车主电路改为采用硅整流器和高压侧调压开关，通过调压开关改变硅整流桥交流侧电压来改变牵引电机的端电压，实现机车的控制。001号机车采用32级全经济运行级调压开关，而002号机车采用32级调压开关，但只有7级经济运行级。
两台机车于1963年初配属北高加索铁路局高加索机务段投入试运行，显示出硅整流器电力机车具有较高可靠性的优点，但由于车内设备和通风系统布置的缺陷，减少了电气设备的易接近性和可维护性。

## 参看
- VL60型电力机车
- VL80型电力机车